# Jan František Pálffy
Hrabě Jan František Pálffy (Pálfi) z Erdődu (maďarsky Erdődi Pálffy János Ferenc, slovensky Ján František Pálffi, německy Johann Franz Pálffy von Erdőd, 19. srpna, Bratislava 1829 – 2. června 1908, Vídeň) byl příslušník uherského šlechtického rodu Pálffyů, poslední majitel Bojnického zámku.

## Život

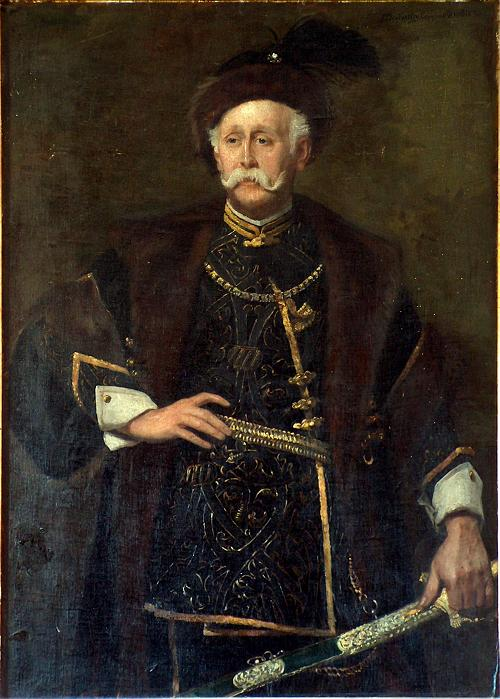
Portrét Jana Františka Pálffyho

### Narození a mládí
Jan František Pálffy, celým jménem Jan František Pálffy de Erdőd, se narodil jako syn císařskému a královskému sluhovi, hraběti Františkovi V. Aloisu Pálffymu a hraběnce Natálii Erdődy v Bratislavě. Přestože se v literatuře uvádí pod jménem Jan František, resp. János Ferenc, mezi jmény, které dostal při křtu, se jméno František nenachází. 20. srpna 1829 ho v Dómu sv. Martina pokřtil kanovník Jozef Prybila, přičemž v matrice pokřtěných jsou jako křestní jména uvedena "Joannes Baptista Maria Stephan Christianus Meneradus". Jméno Kristián dostal zřejmě po svém kmotrovi, kterým byl Kristián Kolisch "cubicularius Arcis Királyfalvensis", tedy komorník zámečku v Kráľové pri Senci, jméno Maria je obvyklým rodovým křestním jménem bez ohledu na pohlaví, jméno Meinardi je posledním křestním jménem otce. Jan František se narodil až když měl jeho otec 50 let. František V. Alois Pálffy zbožňoval hazard a před rodinou dával přednost milenkám. Takový způsob života rodinu zničil psychicky i finančně. Rodina se zadlužovala a majetek se dostal pod soudní kuratelu.
Život mladého Jana Františka byl plný rodinných problémů. Jako 16letému mu zemřela matka a o sedm let později i otec. Zůstala mu jen o dva roky mladší sestra Gabriela, se kterou si ale nikdy nerozuměl. Dědictví, které zdědil po otci, bylo sice rozsáhlé, ale velmi zadlužené. Po dlouhých letech majetky z dluhů vytáhl a zvelebil je. Když nasbíral dost financí, cestoval po Evropě. Cestování a sběratelství byly jeho velkou zálibou.
Ve věku 42 let se stal bratislavským županem. Hlavní příjem z postu župana věnoval bratislavským chudým. Založil měšťanskou školu v Šamoríně a pomohl založit Penzijní ústav.

### Bojnický zámek

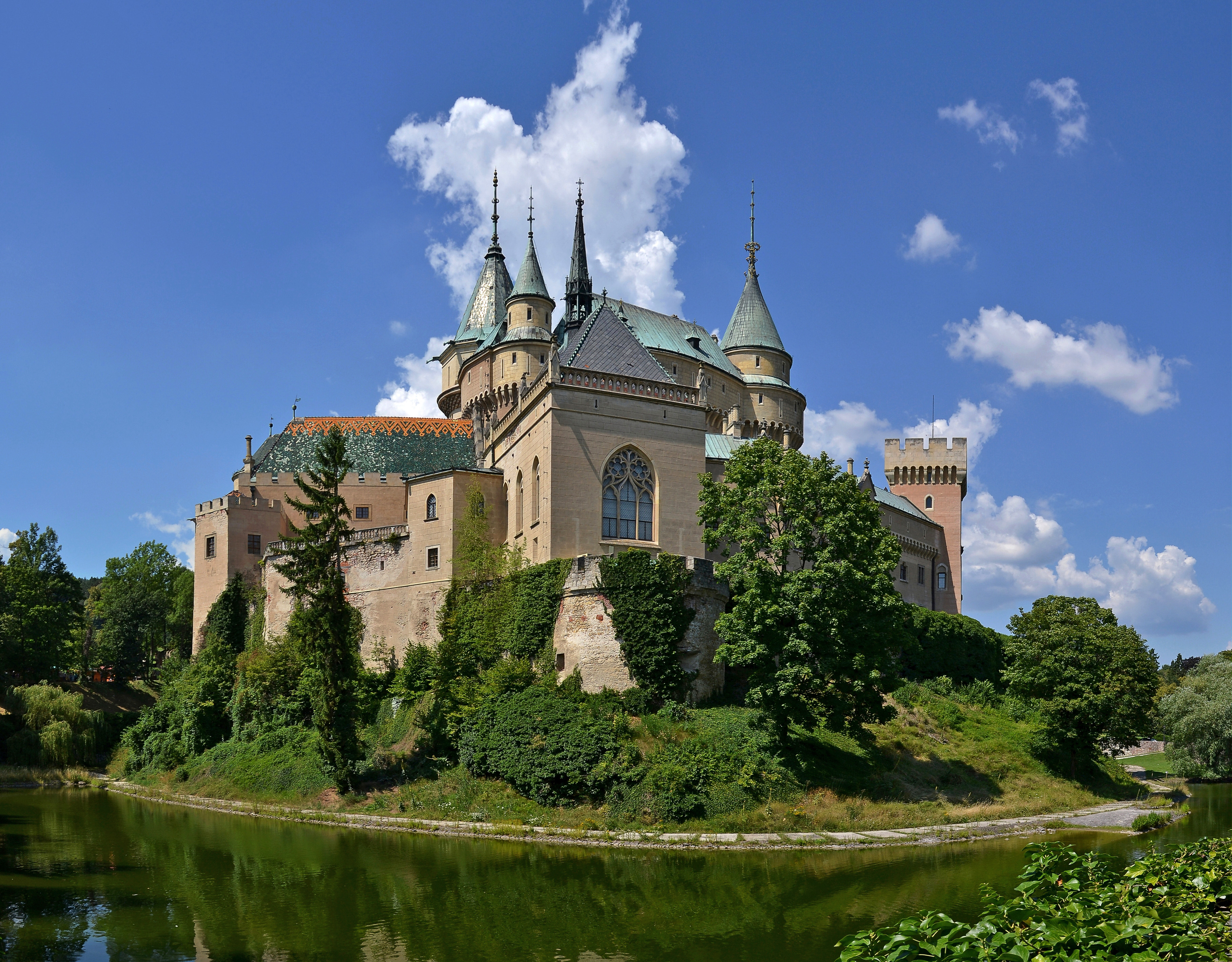
Bojnický zámek

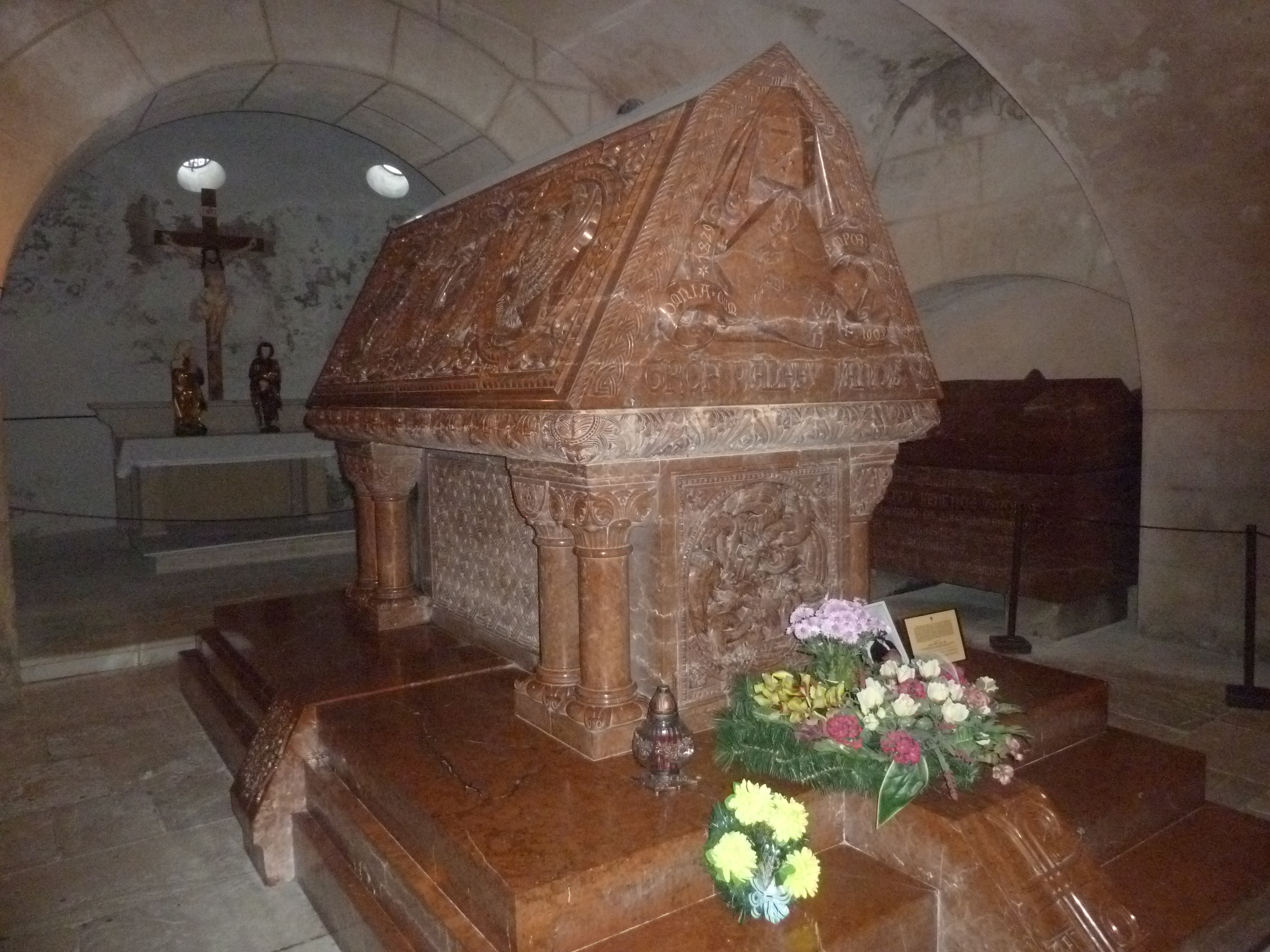
Hrobka Jana Pálffyho na Bojnickém zámku.

Jedna z nejdůležitějších částí jeho života se spojuje s přestavbou Bojnického zámku. Hrad zdědil v katastrofálním stavu. Nejprve uvažoval o jeho prodeji, ale postupem času se rozhodl pro přestavbu. Pravděpodobně pod vlivem gotické architektury Francie a renesanční architektury Itálie, které ho zaujaly na cestách po Evropě, se za pomoci architekta Jozefa Huberta pustil do rekonstrukce. Hrad se po přestavbě měl stát reprezentativním sídlem pro jeho umělecké sbírky.
Celá rekonstrukce trvala 22 let a můžeme ji rozčlenit do 3 etap:
1. První etapa se zaměřila na přestavbu vnitřního jádra. Důraz byl kladen na vertikálnost a proto byly některé zdi sníženy nebo odstraněny a přestavěn donjon. V zájmu celkového vzhledu se některé nevyhovující části stavby zbouraly.
2. Druhá etapa zahrnovala přestavbu Huňadyho a kuchyňského traktu. Jejím výsledkem byl velký sál se závěsnou klenbou, na vnějších zdech se objevilo cimbuří. Přestavbě se nevyhnuly ani kaple a hrobka.
3. Třetí etapa se zaměřila na takzvaný hraběcí byt. Zařídil se Zlatý sál a na jeho strop přibyla kopie Andělského stropu z Akademie krásných umění v Benátkách. Na stěny své pracovny nechal hrabě Pálffy osadit dřevěné turecké obložení zvané dolaf a na strop osadili maurský strop.

Na pracích se zúčastnilo mnoho firem. Projekt vypracovala Budapešťská firma Hubert a Móry. Práce na interiérech prováděla firma Gebrüder Colli z Innsbrucku, která pracovala i pro císařskou rodinu. Sourozenci Colliovi skupovali na dražbách starožitnosti a zákazníkům pak prodávali originály nebo věrné kopie. Hrabě Pálffy u této firmy objednával dřevěné stropy, okna, dveře a téměř veškerý nábytek. Kovářské práce prováděla firma Marton a syn z Bratislavy. Hrabě v roce 1895 pozval do Bojnic skupinu kamenických odborníků z jižní Itálie. Blízko lázní jim postavil dřevěné dílny, aby mohli pracovat i v zimě. Jejich úkolem bylo vyrobit kamenické detaily na zámku.

### Úmrtí
Hrabě Pálffy se konce přestavby dožil. Zemřel ve věku 78 let 2. června 1908 ve Vídni. O dva dny později byly jeho ostatky převezeny vlakem do Prievidze a odtud kočárem na místo jeho posledního odpočinku, na Bojnický zámek. Je pohřben v rodinné kryptě v masivním sarkofágu z červeného mramoru.

## Testament
14. listopadu 1907 dopsal testament, kterým zavázal dědice, aby se jeho sídla včetně Bojnického zámku staly muzei. Kromě Bojnic to měly být i paláce ve Vídni, Budapešti a také zámeček v Kráľové pri Senci.
Po smrti vypukly mezi dědici velké spory o majetky. Hrabě zemřel jako starý mládenec, bez přímých potomků. Mezi dědici byla mladší sestra Gabriela a 35 dalších potenciálních dědiců. Ti jeho poslední vůli nakonec nedodrželi. O hraběcí majetek, který po 1. světové válce odhadli na téměř sto milionů korun, se přeli až do roku 1923. Tehdy došlo k takzvané přátelské dohodě dědiců s tehdejším československým státem, který slevil z požadavku uvedeného v testamentu o vytvoření muzeí a povolil dražbu některých určitých uměleckých sbírek. Proběhly v letech 1924 až 1926. Předtím však mnoho předmětů již rozkradli nejen dědicové, ale i správci pozůstalosti. Majetek měl hodnotu už jen 20 milionů korun. V roce 1936 Bojnický zámek a pozemky k němu náležející koupila firma Baťa. Po 2. světové válce na základě Benešových dekretů připadl celý majetek státu. Od roku 1950 je v Bojnickém zámku muzeum, které je součástí Slovenského národního muzea a tím se alespoň částečně splnila vůle hraběte Pálffyho.